# کاوننت ورشیپ
کاوننت ورشیپ (به انگلیسی: Covenant Worship) یک گروه موسیقی پرستشی مسیحی آمریکایی در دالاس است. این گروه در کلیسای کاوننت تشکیل شد. این کلیسا توسط کشیشان مایک و کتی هیز در سال ۱۹۷۶ تأسیس شده بود. این گروه آلبوم‌های بهشت روی زمین را در سال ۲۰۰۹ و هرگز به عقب برنمی‌گردی را در سال ۲۰۱۰ به‌طور مستقل منتشر کرد. آنها تاکنون ۴ آلبوم اجرای زنده منتشر کرده‌اند: ایستاده در سال ۲۰۱۲، پادشاهی در سال ۲۰۱۴، دل بکن در سال ۲۰۱۶ و شن و ستارگان در سال ۲۰۱۷. در ماه مه ۲۰۱۷، پس از انتشار آلبوم «شن و ستاره‌ها»، دیوید و نیکول بینیون (به همراه دخترشان مدیسون «گریسی» بینیون) احساس کردند که خدا به آنها می‌گوید که زمانشان با کلیسای کاوننت به پایان رسیده است. از آن زمان، کاوننت ورشیپ ۲ آلبوم اجرای زنده، ۱ آلبوم استودیویی (با گروه جوانان کلیسای کاوننت) و ۱ آلبوم بی‌کلام منتشر کرده است.

## اعضا
اعضای فعلی
- جاشوا جاچین دوفرین[۴] (۱۳ اوت،[۵] ۱۹۸۶)[۶]
- کالین جفری اج[۷] (۴ ژانویه،[۸] ۱۹۹۰)[۹]
- ناتان واکر
- هالی مک‌ویلیامز

اعضای سابق
- دیوید لی بینیون (۷ نوامبر،[۱۰] ۱۹۶۲)[۱۱]
- نیکول دنیز بینیون (۱۸ آوریل ۱۹۷۵،[۱۲] خواهرزاده، پاور)[۱۳]
- مدیسون گریس بینیون

## دیسکوگرافی
آلبوم‌های زنده
| عنوان      | جزئیات آلبوم                                                     | موقعیت‌های اوج نمودار | موقعیت‌های اوج نمودار |
| عنوان      | جزئیات آلبوم                                                     | US                   | US CHR               |
| ---------- | ---------------------------------------------------------------- | -------------------- | -------------------- |
| ایستاده    | - منتشر شده: ۷ اوت ۲۰۱۲ - برچسب: صداقت - سی‌دی، دانلود دیجیتال    | ۱۳۸                  | ۲                    |
| پادشاهی    | - منتشر شده: ۱ ژوئیه ۲۰۱۴ - برچسب: صداقت - سی‌دی، دانلود دیجیتال  | ۱۱۳                  | ۲                    |
| دل بکن     | - منتشر شده: ۲۶ فوریه ۲۰۱۶ - برچسب: صداقت - سی‌دی، دانلود دیجیتال | –                    | ۹                    |
| شن و ستاره | - منتشر شده: ۱۴ آوریل ۲۰۱۷ - برچسب: صداقت - سی‌دی، دانلود دیجیتال | ۸۸                   | -                    |